# Sigfrid von Weiher
Sigfrid Roland von Weiher (* 22. August 1920 in Bad Freienwalde (Oder); † 16. April 2007 in Großostheim) war ein deutscher Historiker, Publizist, Dozent für Technikgeschichte und Genealoge.

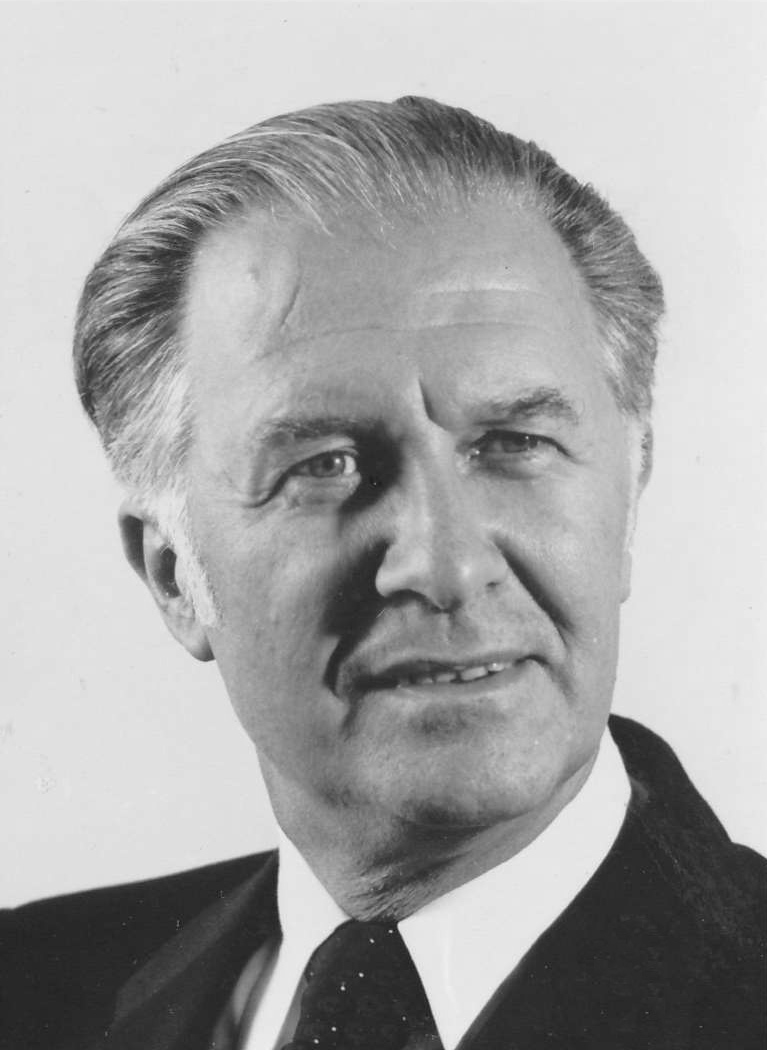
Sigfrid von Weiher, 1970

## Familie
Sigfrid von Weiher war der zweitgeborene Sohn des Majors Eugen August von Weiher (1875–1962), der pommerschem Uradel entstammte und Franziska, geb. Herbig (1885–1932).
Am 19. Juli 1945 heiratete er in Freiburg Irma Rogée (* 4. Juni 1917), mit der er eine Tochter und zwei Söhne hatte:
- Manfred (* 1952)
- Ekkehard (* 1954)

## Leben und Wirken
Schon seit seiner Kindheit fasziniert von der Geschichte der Technik, recherchierte er als Gymnasiast im Reichspatentamt und am Geheimen Staatsarchiv in Berlin über Entdeckungen, Naturforscher, Erfinder und bahnbrechende Fortschritte der Wissenschaft. Der Geschichtswissenschaftler Franz Maria Feldhaus (1874–1957) wurde sein Mentor; Von diesem angeregt, gründete von Weiher 1939 in Kassel die 'Sammlung von Weiher zur Geschichte der Technik'.
Als Soldat in Frankreich, Belgien und Russland forschte er während des Zweiten Weltkriegs in Museen und Archiven nach technikhistorisch bedeutsamen Erfindern, Bauwerken und Industriedenkmälern der jeweiligen Region, suchte sie auf, interviewte Zeitzeugen und publizierte seine persönlichen Erkundungen in Zeitungen und Fachzeitschriften.
Nach Kriegsende arbeitete von Weiher in Freiburg als freier Journalist für den Südwest-Funk und verschiedene Zeitungen.
Dabei studierte er an der Universität Freiburg Wirtschaftsgeschichte und promovierte bei Clemens Bauer zum Dr. phil. über „Die englischen Siemens-Werke und das Siemens-Überseegeschäft in der zweiten Hälfte des 19. Jahrhunderts“.
Ab 1951 war er Mitarbeiter, seit 1960 Leiter des Siemens-Archivs (heute: Siemens-Museum), zunächst in Berlin, später in München. 1962–1974 leitete von Weiher, in Zusammenarbeit mit dem Deutschen Museum München, den VDI-Arbeitskreis Technikgeschichte, der monatlich fachbezogene Lichtbild-Vorträge, Filmabende und kulturhistorische Exkursionen zu technikgeschichtlich bedeutsamen Stationen der Industriellen Revolution ausrichtete.
1970–1982 dozierte er als Lehrbeauftragter für Industriegeschichte am Seminar für Wirtschafts- und Sozialgeschichte der Universität Erlangen-Nürnberg.
Bis ins hohe Alter wirkte er in wissenschaftlichen Gesellschaften und auf internationalen Historiker-Kongressen u. a. in London, New York und Tokyo. Auf wissenschaftlichen Kongressen, in seinen Büchern und Vorlesungen setzte er sich für eine "Geschichte technischer Kultur" ein, die bahnbrechende Erfindungen und technologische Fortschritte primär am langfristigen, kulturellen Gewinn für Mensch und Gesellschaft misst.
Von Weiher beschäftigte sich außerdem intensiv mit familiengeschichtlichen Forschungen u. a. über die Familie des Firmengründers Werner von Siemens und die Ahnen seiner väterlichen Familie von Weiher.

## Technikgeschichte
Von Weiher befasste sich mit kulturhistorisch-philosophischen Fragen bzgl. der Entwicklung von Gesellschaften, Staaten und Städten im Hinblick auf eine Förderung des Erfindertums sowie der Bildung und Wissenschaften. Hierüber hielt er zahlreiche Vorträge (z. B. „Die verkehrstechnische Eroberung der Erde vor 100 Jahren“).
Lange bevor in den 1970er Jahren durch den Club of Rome die „Grenzen des Wachstums“ ein Thema wurden, zeigte von Weiher am Beispiel der Dampfmaschine, des Verbrennungsmotors oder der Nutzbarmachung der Elektrizität auf, wie die kommerzielle Umsetzung genialer Erfindungen zwar den technischen Fortschritt vorantreiben, jedoch Menschen ebenso in tiefe existenzielle Not stürzen, große Teile der Gesellschaft folgenschwer ausgrenzen und Lebensgrundlagen dauerhaft zerstören kann.
Von Weiher veröffentlichte über 1066 Fachbeiträge in Zeitungen, den VDI-Nachrichten („Gedenktage technischer Kultur“) und wissenschaftlichen Periodica sowie der Neuen Deutschen Biographie. Hierbei wurden auch längst vergessene Erfinder und ihr Werk (vom Elektromagneten über die Dauerwelle und den Schienenzeppelin bis zur Computer-Maus) gewürdigt und wichtige naturwissenschaftliche Entdeckungen oder bahnbrechende Pionierleistungen vorgestellt.
Ab 1980 widmete er sich der Frage, ob Technikgeschichte konkrete Beiträge für eine 'bessere Welt’ beisteuern kann, indem sie Klarheit schafft, wie Erfindungen und technischer Fortschritt gezielt eingesetzt werden sollten, damit vor allem der Mensch nachhaltig davon profitieren kann, und wies auf die Notwendigkeit eines verantwortungsbewussten Umgangs mit Technik und Fortschritt von Seiten der Politik und Wirtschaft hin, auch im Hinblick auf den Schutz der Umwelt. Hierzu nutzte er auch seine Vorträge auf internationalen Historikerkongressen, Fachreferate bei Tagungen wichtiger Gremien aber auch Buchbesprechungen um deutlich zu machen, welcher wegweisenden Aufgabe die Technikgeschichte als Wissenschaft seiner Meinung nach eigentlich und vor allem ökonomischen Kalkül gerecht werden sollte.
In Würdigung seines persönlichen Einsatzes bei der Etablierung der Technikgeschichte als eigenständiger historischer Disziplin und seiner gesellschaftspolitischen, edukativen Impulse wurde Sigfrid von Weiher 1986 das Bundesverdienstkreuz am Bande verliehen.

## Ambivalenz des Fortschritts-Glaubens
In seinen 17 veröffentlichten Fachbüchern befasste sich von Weiher mit der Entwicklung der Technik in Bezug auf die konkreten Auswirkungen des technischen Fortschritts auf den Menschen, seine Arbeits- und Lebensbedingungen, seine Mobilität (Verkehrswesen), seine schöpferische Fantasie (Luft- und Raumfahrt). Er wies aber auch auf die Problematik der Zerstörungskraft des technologischen Fortschritts, z. B. der Kriegstechnik, hin.
Von Weihers zentrales Bestreben war es, mit seinen Vorträgen und Büchern ein erweitertes Bewusstsein zu schaffen, das den technischen Fortschritt immer wieder kritisch nach seinen ganzheitlichen Wechselwirkungen und seinem substanziellen Wert für ein menschenwürdiges Leben hinterfragt, das die Natur als Existenzgrundlage achtet. Und er scheute sich nicht, hierfür gelegentlich auch biblische Begriffe wie 'Ehrfurcht' oder 'Demut' einfließen zu lassen.

## Sammlung von Weiher zur Geschichte der Technik
Bereits bei Gründung seiner technikgeschichtlichen Sammlung 1939 in Kassel folgte von Weiher der Zielsetzung, die kulturgeschichtlichen Bezüge des technischen Fortschritts seit den Anfängen des Anthropozäns archivarisch zu erfassen, sie quellenkritisch zu hinterfragen und zu dokumentieren, um das so aufbereitete Material für wissenschaftliche und populärwissenschaftliche Veröffentlichungen in Print, Funk (und später auch dem Fernsehen) zu nutzen.
Nach dem zügigen Wiederaufbau seiner schwer luftkriegsgeschädigten Sammlung erweiterte er diese in Freiburg, dann in Berlin und ab 1954 in München stetig, bis 2002. Zuletzt umfasste sie:
- eine technikgeschichtliche Bibliothek von ca. 6000 Bänden
- ein Aktenarchiv aus 930 Einzelakten zu technikgeschichtlich relevanten Personen/Sachgebieten
- ein Bildarchiv, ab 1955: ergänzt durch Tondokumente (Interviews mit Erfindern usw.)
- eine Dokumentation auf ca. 14 000 Karteikarten (Sachkartei, Personenkartei, Tagesdaten).

Das Deutsche Museum übernahm zahlreiche Bände und Schriften der Bibliothek in seinen Fundus; andere Teile wurden von seinem Sohn Manfred von Weiher in Stockstadt am Main archiviert. Das Aktenarchiv sowie von Weihers vollständige technikgeschichtliche Dokumentation stehen seit 2013 im Deutschen Technikmuseum in Berlin für wissenschaftliche Recherchen zur Verfügung. – Hier finden z. B. Fachredaktionen tagesgenaue Daten zu bahnbrechenden historischen Ereignissen ebenso, wie zu längst vergessenen Technologien, kuriosen Utopien, problematischen Erfinderpersönlichkeiten oder genialen Tüftlern, die an der wirtschaftlichen Vermarktung ihres Lebenswerkes scheiterten, wie z. B. der Erfinder des (Lauf-)Fahrrades, Freiherr von Drais.

## Auszeichnungen (Auswahl)
- Ehrenplakette und Ehrenmitgliedschaft des Vereins Deutscher Ingenieure (VDI) 1973[12]
- Bundesverdienstkreuz am Bande 1986

## Werke (Auswahl)
- Die englischen Siemens-Werke und das Siemens-Überseegeschäft in der zweiten Hälfte des 19. Jahrhunderts. Überarb. Dissertation. Duncker & Humblot, Berlin 1990, ISBN 3-428-06888-2.
- Werner von Siemens – ein Leben für Wissenschaft, Technik und Wirtschaft. Muster-Schmidt, Göttingen 1970.
- Weg und Wirken der Siemens-Werke im Fortschritt der Elektrotechnik 1847–1980. Steiner, Wiesbaden 1981.
- Berlins Weg zur Elektropolis – Technik und Industriegeschichte an der Spree. Muster-Schmidt, Göttingen 1987, ISBN 3-7881-1744-3.
- Männer der Funktechnik – 70 Lebenswerke deutscher Pioniere von Funk, Rundfunk und Fernsehen. VDE, Berlin 1983, ISBN 3-8007-1314-4.
- Tagebuch der Telekommunikation – von 1600 bis zur Gegenwart. VDE-Verlag, Berlin 1991.

Einzelne Schriften
- Sigfrid von Weiher: Gelenkte Forschung schon im 19. Jahrhundert. In: VDI-Nachrichten, 15. Februar 1962, Nr. 49, Düsseldorf, S. 11 f.
- Sigfrid von Weiher: The preservation of Technical Monuments in Germany. In: International Congress FICCIM, Ironbridge/England. 1973, S. 102–112.
- Sigfrid von Weiher: Technikgeschichte in Deutschland. VDI-Arbeitskreis Technikgeschichte, München 1974.
- Sigfrid von Weiher: Sozialpolitik bei Werner Siemens. In: Zeitschrift für Unternehmensgeschichte. Wiesbaden 1978, S. 70 f.
- Sigfrid von Weiher: Lernen aus der Technikgeschichte Tagungsbericht. In: Archiv und Wirtschaft. Band 17, VDI-Verlag, Düsseldorf 1984, S. 109 f.

## Genealogie
- Walter von Hueck, Hans Friedrich von Ehrenkrook, Friedrich Wilhelm Euler: Genealogisches Handbuch der Adeligen Häuser A. Band VIII, Band 38 der Gesamtreihe GHdA. C. A. Starke Verlag, Limburg (Lahn) 1966, S. 484 f. ISSN 0435-2408